# Hammershusgade
Hammershusgade er en gade beliggende på Østerbro i København. Gaden strækker sig mellem Teglværksgade og Lyngbyvej.

## Baggrund og navngivning
Gaden er opkaldt efter Hammershus, den middelalderlige borg på Bornholm.